# Sébastien Bonnabel
Sébastien Bonnabel est un metteur en scène, auteur et formateur français.

## Biographie
Il se forme au Conservatoire d'art dramatique de Marseille, au sein du théâtre de Cinquante et auprès des Ateliers du Sudden Théâtre[réf. nécessaire]. Il joue plusieurs rôles mineurs au théâtre et à la télévision, notamment dans Les Frileux de Jacques Fansten et Âge sensible sur France 2.
Dès 1999 il travaille en tant que coach pour des comédiens. Il est le directeur pédagogique de GroupStudio entre 2007 et 2014 où il crée et anime des ateliers. Avec la création du Collectif du Libre Acteur, voué à la formation continue pour les comédiens et les professionnels du spectacle vivant, il poursuit ses activités de recherche et de transmission. Dans le cadre de son travail de formateur, il crée sa propre approche du jeu pour les comédiens : le modèle du Libre Acteur[réf. souhaitée].
Il fonde la Compagnie du Libre Acteur en 2012 à Paris avec laquelle il crée plusieurs spectacles, dont Smoke Rings,, et Cyrano Ostinato Fantaisies. Depuis 2016, avec sa troupe, il se spécialisé dans le théâtre immersif et ses derniers spectacles relèvent de cette forme théâtrale interactive et déambulatoire.

## Travaux

### Metteur en scène
- 2019 : mise en scène de Cyrano Ostinato Fantaisies, d'après Cyrano de Bergerac d'Edmond Rostand, au Théâtre Lepic
- 2018 : mise en scène de Smoke Rings, d'après Ring de Léonore Confino, au Théâtre Lepic[2],[3],[4]
- 2016 : mise en scène de Tout contre, d'après Closer de Patrick Marber, au Ciné 13 Théâtre
- 2013 : mise en scène de Autour de ma pierre, il ne fera pas nuit de Fabrice Melquiot, au Théâtre Clavel[6]
- 2004 : mise en scène de Eaux dormantes d'Eugène Durif, au Théâtre Aktéon[7]